# Diaea evanida
Diaea evanida es una especie de araña cangrejo del género Diaea, familia Thomisidae. Fue descrita científicamente por L. Koch en 1867.

## Distribución
Esta especie se encuentra en Queensland.